# Saveli Pochtarev
Saveli Borisovich Pochtarev (tiếng Nga: Савелий Борисович Почтарев; sinh ngày 27 tháng 1 năm 1998) là một cầu thủ bóng đá người Nga thi đấu cho F.K. Kuban Krasnodar.

## Sự nghiệp câu lạc bộ
Anh có màn ra mắt tại Giải bóng đá chuyên nghiệp quốc gia Nga cho FC Kuban-2 Krasnodar vào ngày 2 tháng 9 năm 2016 trong trận đấu với FC Chayka Peschanokopskoye.